# 꿩속
꿩속(Phasianus)은 꿩과의 한 속이다. 꿩과 일본꿩이 속해 있다.

## 하위 종
- 꿩 (Phasianus colchicus)
- 일본꿩 (Phasianus versicolor)